# 강성형
강성형(姜聲炯, 1970년 5월 7일~)은 대한민국의 배구 선수, 지도자로 현재 수원 현대건설 힐스테이트의 감독을 맡고 있다. 현역 시절에 현대자동차 배구단에서 선수 경력을 보냈고 국가대표로 1992년 하계 올림픽에 참가했다.